# 埃克斯普洛拉穹丘
埃克斯普洛拉穹丘是南極洲的穹丘，位於科茨地，是威德爾海的三座穹丘之一，其餘為極星號穹丘和極星號穹丘，該穹丘以研究船命名。
72°0′S 24°0′W / 72.000°S 24.000°W